# Michelle Perry
Michelle Perry (ur. 1 maja 1979 w Granada Hills) – amerykańska lekkoatletka, dwukrotna mistrzyni świata w biegu na 100 m przez płotki. Jej rekord życiowy w tej konkurencji wynosi 12.43s.

## Sukcesy

### Mistrzostwa Świata
| Mistrzostwa Świata | Miasto   | Data             | Konkurencja       | Wynik | Miejsce   |
| ------------------ | -------- | ---------------- | ----------------- | ----- | --------- |
| Helsinki 2005      | Helsinki | 11 sierpnia 2005 | Bieg na 100 m ppł | 12,66 | 1 miejsce |
| Osaka 2007         | Osaka    | 28 sierpnia 2007 | Bieg na 100 m ppł | 12,46 | 1 miejsce |